# Петербургская сбытовая компания
Петербургская сбытовая компания (ПСК) — российская энергетическая компания. Полное наименование — Акционерное общество «Петербургская сбытовая компания». Штаб-квартира — в Санкт-Петербурге.
Компания создана 1 октября 2005 года путём выделения из ОАО «Ленэнерго» в рамках осуществления государственной программы по реформированию электроэнергетики.

## Собственники и руководство
Единственным акционером АО «Петербургская сбытовая компания» является ПАО «Интер РАО». Генеральный директор — Пирогов Виталий Валентинович.

## Деятельность
Петербургская сбытовая компания является гарантирующим поставщиком электроэнергии в Санкт-Петербурге, Ленинградской и Омской областях. Доля компании на рынке сбыта электроэнергии в Санкт-Петербурге составляет 92%, в Ленинградской области — 68,5%, в Омской области — 62,2%. Петербургская сбытовая компания обслуживает более 3,7 млн бытовых потребителей и свыше 76 тысяч потребителей — юридических лиц.
Объём реализации электроэнергии за 9 месяцев 2019 года составил 27 159 млн кВт*ч.